# Ravine Daniel
Ravine Daniel est un lieu-dit de la commune de Saint-Paul, sur l'île de La Réunion, département d'outre-mer français dans le sud-ouest de l'océan Indien. Situé dans le sud du territoire communal, dans les Hauts de la localité de La Saline, il occupe le nord-est du centre-ville de la commune voisine de Trois-Bassins, auquel il est connecté par la route Hubert-Delisle. Sans doute nommé d'après le Bras d'Agnel, qui coule au nord du centre du bourg, il est traversé d'est en ouest par la ravine de la Saline.